# Aeschynomene chimanimaniensis
Aeschynomene chimanimaniensis är en ärtväxtart som beskrevs av Bernard Verdcourt. Aeschynomene chimanimaniensis ingår i släktet Aeschynomene och familjen ärtväxter. Inga underarter finns listade i Catalogue of Life.